# Reg van Loo
R.L.T. (Reg) van Loo (Eys, 22 april 1952) is een Nederlands politicus zonder binding met een politieke partij.
Hij was voorzitter van de Centrale directie van het College Rolduc (scholengemeenschap in Kerkrade) voor hij in december 2006 benoemd werd tot burgemeester van Vaals. Daarnaast is hij sinds 2001 voorzitter van de Limburgse Bond van Muziekgezelschappen (LBM) en vanaf 2007 is hij de voorzitter van het Wereld Muziek Concours (WMC) in Kerkrade. Begin 2020 werd Van Loo als burgemeester opgevolgd door Harry Leunessen.